# ТЕС Варна
43°11′43″ пн. ш. 27°45′54″ сх. д. / 43.19528° пн. ш. 27.76500° сх. д.
ТЕС Варна — теплова електростанція на сході Болгарії, на узбережжі Варненського озера.
В 1973 – 1975 роках на майданчику станції стали до ладу шість енергоблоків потужністю по 210 МВт (два у 1968-му та по одному в 1969, 1977, 1978 та 1979 роках). Перші три з них отримали турбіни Таганрозького котельного заводу типу ТП-100А продуктивністю по 640 тон пари на годину, а інші три обладнали котлами того ж заводу типу ТПЕ-212 з показниками по 670 тон пари. Всі турбіни постачив Ленінградський металічний завод, по три типів К-210-130-1 та К-210-130-3. Шість генераторів ТВВ-200-2А виготовив завод Електросила.
В 2017-му перші три блоки вивели з експлуатації.
Воду для охолодження отримують із Варненського озера. Технологічна вода надходить із артезіанських свердловин.
ТЕС спорудили з розрахунку на використання імпортованого антрациту, який може надходити через три власні причали на Варненському озері, один з яких призначений для прийому суден розмірністю до 55 тисяч тон, а два можуть обслуговувати судна до 12 тисяч тон. Для розпалювання використовують мазут, а на блоках 4 та 5 – природний газ (надходить до Варни через відгалуження від Південного газопровідного напівкільця). 
Для видалення продуктів згоряння спорудили два димаря заввишки по 150 метрів.
Видача продукції відбувається по ЛЕП, розрахованим на роботу під напругою 220 кВ та 110 кВ.